# Eugenia Pompanin
Eugenia Pompanin (San Candido, 9 aprile 1999) è una hockeista in-line ed ex hockeista su ghiaccio italiana, di ruolo portiere.

## Carriera

### Hockey su ghiaccio
Eugenia Pompanin è nata a San Candido ma è cresciuta a Cortina d'Ampezzo.
All'età di quattordici anni si è trasferita a Bolzano per poter continuare a praticare l'hockey su ghiaccio frequentando le scuole superiori. Ha esordito nella massima serie femminile già nel corso della stessa stagione 2013-2014, con la maglia delle Lakers, che vestirà per tutta la carriera sul ghiaccio.
Già nel corso di questa stagione si è guadagnata la convocazione nell'Italia under 18 (ha disputato quattro edizioni dei mondiali di categoria, dal 2014 al 2017) mentre dal 2015 è entrata nel giro della nazionale maggiore, con cui nel 2016 ha disputato un mondiale di Prima Divisione - Gruppo B da secondo portiere (disputando anche un incontro, contro l'Ungheria, venendo sostituita a metà partita della titolare Daniela Klotz) e le qualificazioni olimpiche nella stagione successiva (da terzo portiere, raccogliendo tre presenze in panchina).

### Hockey in-line
Terminate le scuole superiori, Pompanin si è trasferita a Roma per studiare biologia all'Università di Tor Vergata. Lasciò quindi l'hockey su ghiaccio per dedicarsi all'hockey in-line, che aveva già saltuariamente praticato in precedenza con l'Asiago.
Ha sempre militato nel CV Skating di Civitavecchia, con cui ha vinto lo scudetto nel 2021-2022, due edizioni della Coppa Italia (2024 e 2025) e una Supercoppa italiana (2024).
Sin dal 2017 è stata chiamata regolarmente in nazionale, disputando cinque edizioni dei mondiali e tre degli europei, con un bronzo vinto nel 2023.